# Amilocaină
Amilocaina a fost primul anestezic local sintetic. A fost sintetizat și brevetat sub numele de Stovaină de Ernest Fourneau⁠(d) la Institutul Pasteur în 1903. A fost folosită mai ales pentru rahianestezie.

## Sinteză

Sinteză: Brevete:

Reacția Grignard a cloroacetonei (1) cu un mol de bromură de etilmagneziu produce 1-cloro-2-metil-butan-2-ol [74283-48-0] (2). Încălzirea acestuia cu dimetilamină produce 1-(dimetilamino)-2-metilbutan-2-ol [74347-10-7] (3). Ordinea acestor doi pași poate fi de asemenea inversată. Esterificarea cu clorură de benzoil finalizează sinteza amilocainei (4).